# Manoir de Pruuna

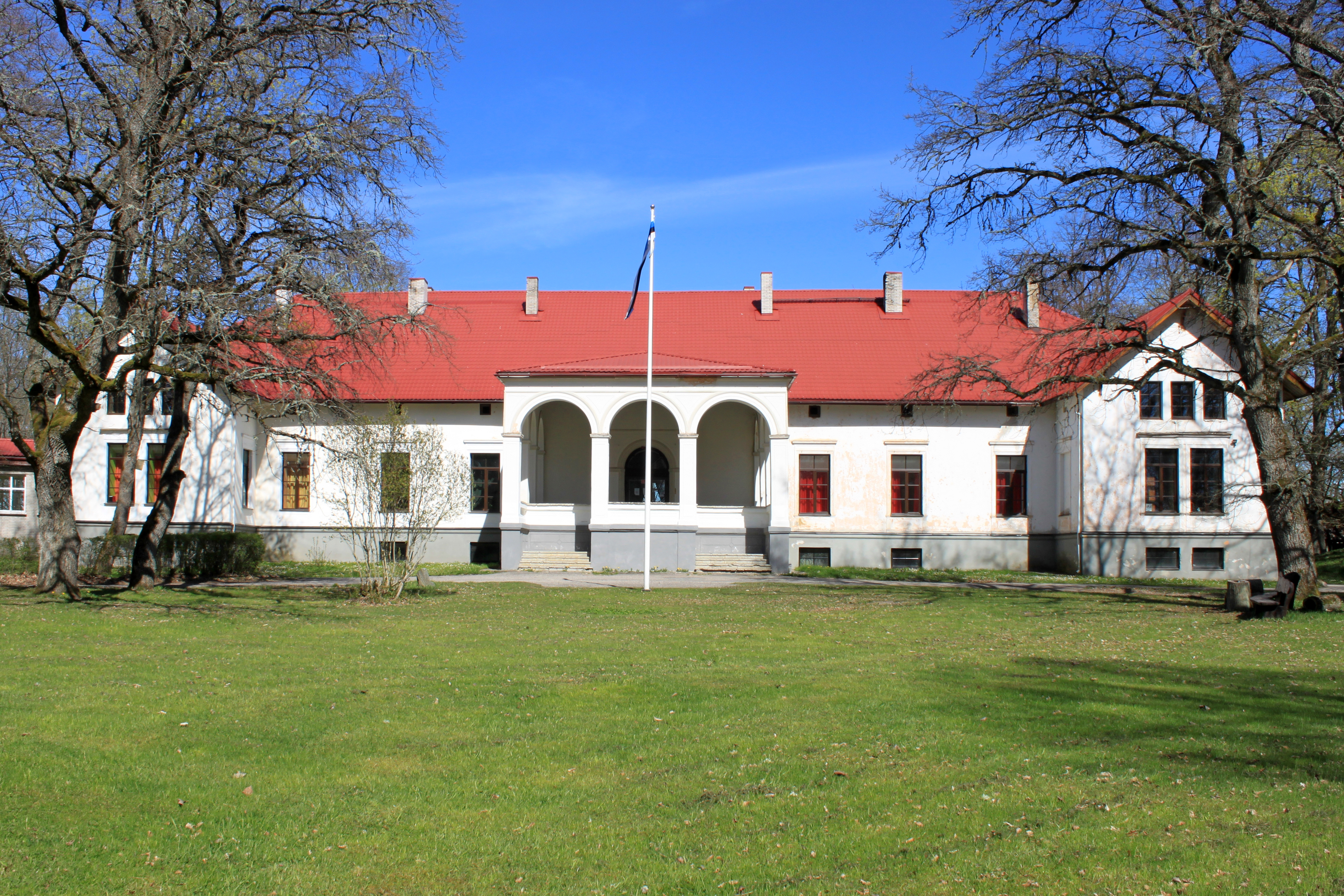
Le château de Corbenorm en 2020

Le manoir de Pruuna (estonien : Pruuna mõis), anciennement manoir de Corbenorm (allemand : Gutshaus Corbenorm) est un petit château campagnard qui appartenait au domaine seigneurial de Corbenorm de la paroisse d’Ampel, aujourd’hui dans la région de Järva en Estonie. Le château se trouve à côté du village de Pruuna.

## Historique
Le domaine est acquis pour 56 000 roubles par le baron Karl Thomas von Dellingshausen, le 10 février 1860 ; le château est construit sur un étage avec un portique à l’italienne à trois colonnes en son milieu. Il se trouve au milieu d’un parc de 4,2 hectares. Les dernières propriétaires sont la comtesse Alma von Löwis of Menar (née Dellingshausen) et la baronne Julie von Dellingshausen. Le domaine leur est confisqué le 25 octobre 1919 par la loi de nationalisation des biens de la noblesse terrienne.

## Source
- (et) Cet article est partiellement ou en totalité issu de l’article de Wikipédia en estonien intitulé « Pruuna mõis » (voir la liste des auteurs).